# Дудаков, Василий Михайлович
Василий Михайлович Дудаков (13.03.1937, Нижний Тагил — 26.04.1997, там же) — российский конструктор танков, заслуженный конструктор РФ (1996). Участник создания танков Т-72 и Т-90.

## Биография
Окончил Нижнетагильский машиностроительный техникум (1958) и Челябинский политехнический институт (1963).
С 1963 года работал в отделе нового проектирования Уральского конструкторского бюро транспортного машиностроения (УКБТМ): инженер-конструктор, начальник сектора, заместитель начальника отдела (с 1975 г.).
Принимал участие в отработке и совершенствовании первого в мире опытного образца танка с газотурбинным двигателем. Внес значительный вклад в создание танка Т-72, его совершенствование, разработку различных модификаций. Участник создания танка Т-90. Также конструктор разнообразных боевых и специальных машин, машин гражданского назначения.
Отличался нетрадиционным, нестандартным подходом к решению технических проблем, автор многих оригинальных конструкторских решений.
Лучший конструктор министерства (1979). Заслуженный конструктор РФ (1996).
Умер 26 апреля 1997 года в Нижнем Тагиле. Похоронен на кладбище «Пихтовые горы».